# ناستولا
ناستولا یک شهرداری سابق فنلاند است که در ۱ ژانویه ۲۰۱۶ با شهر لاهتی ادغام شد ناستولا بخشی از منطقه پی‌ینه تاواستیا در استان فنلاند جنوبی، است.

## پیشینه
این شهرداری دارای ۱۴٬۹۰۵ نفر جمعیت (۳۰ ژوئن ۲۰۱۵) و مساحت ۳۸۲٫۸۶ کیلومتر مربع (۱۴۷٫۸۲ مایل مربع) کیلومتر مربع بوده که ۳۸٫۶۷ کیلومتر مربع (۱۴٫۹۳ مایل مربع) آن آب وتراکم جمعیت نیز ۳۲۴٫۱۹ نفر بود. ناستولا بین دو شهر بزرگ لاهتی و کوولا واقع شده‌است.
کائوسالا، مرکز اداری ایتتی، ۲۶ کیلومتر (۱۶ مایل) دور از ناستولا و در جهت کوولا است.
ناستولا شهرداری فنلاندی یک زبانه بود.